# The Lost EP
The Lost EP (anche The Lost Chills EP) è un extended play dei The Chills pubblicato in Nuova Zelanda dalla Flying Nun Records nel 1985. Il titolo deriva dal fatto che le registrazioni che compongono l'EP si pensavano fossero andate perdute. Tutti i brani dell'EP sono stati poi ripubblicati all'interno della compilation di Kaleidoscope World. 

## Track list
1. "This Is the Way"
2. "Never Never Go"
3. "Don't Even Know Her Name"
4. "Bee Bah Bee Bah Bee Boe"
5. "Whole Weird World"
6. "Dream by Dream"